# می‌خونیم. می‌رقصیم. دزدی می‌کنیم.
«می‌خونیم. می‌رقصیم. دزدی می‌کنیم.» آلبومی از جیسون مراز است که در سال ۲۰۰۸ میلادی منتشر شد.